# Uliodon
Uliodon es un género de arañas de la familia Zoropsidae.

## Distribución
El género se distribuye por Nueva Zelanda y Australia.

## Especies
- Uliodon albopunctatus (L. Koch, 1873)
- Uliodon cervinus (L. Koch, 1873)
- Uliodon frenatus (L. Koch, 1873)